# Rameau méningé de l'artère occipitale
Le rameau méningé de l'artère occipitale est une artère systémique paire de la tête. Il vascularise la dure-mère de la fosse crânienne postérieure.

## Origine
Le rameau méningé nait de l'artère occipitale et monte avec la veine jugulaire interne.

## Trajet
Le rameau méningé de l'artère occipitale pénètre dans le crâne par le foramen jugulaire et le canal condylaire pour vasculariser la dure-mère de la fosse crânienne postérieure.